# Trójkowy ekspres
Trójkowy ekspres – autorska audycja muzyczna Pawła Kostrzewy nadawana w Programie III Polskiego Radia od 1997 do 2005.
W pierwszych trzech latach nadawana między 14:00 a 16:00, następnie od 19:00 do 21:00. Pierwsza emisja na antenie Programu Trzeciego Polskiego Radia odbyła się 3 kwietnia 1997. W pierwszym roku nadawania program nosił podtytuł „35 lat w 120 minut”. Kostrzewa prezentował zarówno najważniejsze utwory muzyki rockowej wiążące się z historią Trójki, jak i nowości z kraju, Wielkiej Brytanii (ze szczególnym uwzględnieniem Brit popu) oraz Stanów Zjednoczonych. Dżingiel audycji przygotował Jarosław Kawecki z utworu Joe Southa „Hush” w klasycznym wykonaniu Deep Purple. Po roku został odświeżony i zmieniony na wersję londyńskiego zespołu Kula Shaker.
W audycji prowadzący sięgał po takich wykonawców jak R.E.M., Pearl Jam, The Smashing Pumpkins, Jane’s Addiction, Soundgarden, Stone Temple PiIots, Beck, Alice In Chains, Live, Neil Young, Paul Weller, Depeche Mode, Nick Cave, Prodigy, PJ Harvey, The Flaming Lips, Mercury Rev, Ian Brown, Primal Scream, Manic Street Preachers, Elbow, Kula Shaker, Stereophonics, Travis, Mogwai. W Trójkowym Ekspresie debiutowali także polscy wykonawcy, m.in. rockowi Cool Kids of Death, Negatyw, Pogodno, Homosapiens, Pustki, eM, sceny electro: Futro, Smolik, Husky, Őszibarack, a także hip hopowi.
W ramach audycji odbyły się koncerty uznanych polskich wykonawców, np. Myslovitz, Hey, Ścianka, Lech Janerka oraz debiutantów (m.in. Negatyw, Cool Kids of Death).
Kostrzewa brał udział w europejskich festiwalach, skąd relacjonował ich przebieg, m.in.: Roskilde Festival czy Open’er Festival.
Autor przeprowadził wiele wywiadów m.in. z Radiohead, Pearl Jam, Oasis, Red Hot Chili Peppers, Jane’s Addiction, Blur, Offspring, Suede.
W programie na żywo brali udział m.in.: Fish (ex-Marillion), Rob Halford (Judas Priest), TOTO, Janick Gers (Iron Maiden), Robert Gawliński (Wilki), Edyta Bartosiewicz, Katarzyna Nosowska.
Z inicjatywy Pawła Kostrzewy powstał zespół Warszawa Gdańska, który nagrał dwa klasyczne utwory „Centrala” Brygady Kryzys i „Luciolla” Maanamu. „Centralę” w nowej wersji nagrała supergrupa w składzie: Paweł Krawczyk (Hey), Anna Lasocka i Grzegorz Nawrocki (Kobiety) i Andrzej Smolik, który był również producentem. Do nagrania „Luciolli” zaproszenie przyjęli: Bodek Pezda (produkcja) i Sławomir Leniart (Agressiva 69), Robert Fijałkowski (Drimsztajn) oraz ponownie Anna Lasocka i Grzegorz Nawrocki. Piosenkę zmiksował Leszek Kamiński. Oba utwory trafiły na płyty Trójkowy Ekspres.
Historię Trójkowego Ekspresu dokumentuje cykl płyt wydanych pod tym samym tytułem: „Trójkowy Ekspres 19.05" (Polskie Radio 2002), „Trójkowy Ekspres Międzynarodowy Skład” (Polskie Radio/Warner Music 2003), „Trójkowy Ekspres Polska-Europa” (Polskie Radio 2003); „Trójkowy Ekspres VOL.4 Międzynarodowy Skład 2003 (Polskie Radio/Pomaton EMI 2003), „Trójkowy Ekspres VOL.5 Nowe Twarze” (Polskie Radio/Warner Music 2004), „Trójkowy Ekspres VOL.6, 7 Międzynarodowy Skład 2004 (Polskie Radio/Warner Music 2004).